# 합천우체국
합천우체국은 경상남도 합천군 전역을 관할하는 부산지방우정청 소속 우체국이다.

## 연혁
- 1905년 5월 19일: 합천 임시 우편소설치(경남 합천군 합천읍 창동 791번지)
- 1971년 12월 15일: 사무관국으로 승격
- 1976년 12월 14일: 감독우체국으로 개편
- 1988년 8월 1일: 현청사 개축(경남 합천군 합천읍 791번지)
- 1994년 11월 30일: 청사 증축(2층)
- 1999년 12월 13일: 집배광역화에 의한 건물 증축(우편실)
- 2001년 10월 1일: 상부우체국을 합천적중우체국으로 명칭 변경[1]
- 2011년 12월 19일: 가회우체국을 합천가회우체국으로, 대양우체국을 합천대양우체국으로, 묘산우체국을 합천묘산우체국으로, 쌍백우체국을 합천쌍백우체국으로, 쌍책우체국을 합천쌍책우체국으로, 용주우체국을 합천용주우체국으로, 율곡우체국을 합천율곡우체국으로, 청덕우체국을 합천청덕우체국으로, 해인사우체국을 합천해인사우체국으로 명칭 변경[2]
- 2014년 1월 1일: 우편구역을 다음과 같이 고시[3]

| 배달국     | 배달구역                                                     | 구역번호                                           |
| ---------- | ------------------------------------------------------------ | -------------------------------------------------- |
| 합천우체국 | 합천읍 · 대병면 · 대양면 · 묘산면 · 봉산면 · 용주면 · 율곡면 | 50208 ~ 50217 50224 ~ 50226 일부 50227 ~ 50244     |
| 삼가우체국 | 가회면 · 삼가면 · 쌍백면                                     | 50218 ~ 50223 50224 ~ 50226 일부 50231, 50239 일부 |
| 야로우체국 | 가야면 · 야로면                                              | 50200 ~ 50207                                      |
| 초계우체국 | 덕곡면 · 적중면 · 청덕면 · 초계면 · 쌍책면                   | 50239, 50240 일부 50245 ~ 50253                    |

## 관할 우체국
| 우체국명         | 사진 | 주소                                   | 비고                                                   |
| ---------------- | ---- | -------------------------------------- | ------------------------------------------------------ |
| 대병우체국       |      | 경상남도 합천군 대병면 신성동길 32     |                                                        |
| 봉산우체국       |      | 경상남도 합천군 봉산면 서부로 4351     |                                                        |
| 삼가우체국       |      | 경상남도 합천군 삼가면 삼가1로 67      |                                                        |
| 야로우체국       |      | 경상남도 합천군 야로면 가야산로 346-1  |                                                        |
| 초계우체국       |      | 경상남도 합천군 초계면 초계중앙로 15   |                                                        |
| 합천가야우체국   |      | 경상남도 합천군 가야면 가야시장로 86-1 |                                                        |
| 합천가회우체국   |      | 경상남도 합천군 가회면 황매산로 54     | 별정우체국 2011년 12월 19일 가회우체국에서 명칭 변경   |
| 합천대양우체국   |      | 경상남도 합천군 대양면 대야로 272      | 별정우체국 2011년 12월 19일 대양우체국에서 명칭 변경   |
| 합천덕곡우체국   |      | 경상남도 합천군 덕곡면 율지1길 20      |                                                        |
| 합천묘산우체국   |      | 경상남도 합천군 묘산면 묘산로 153      | 별정우체국 2011년 12월 19일 묘산우체국에서 명칭 변경   |
| 합천쌍백우체국   |      | 경상남도 합천군 쌍백면 쌍백중앙로 51   | 별정우체국 2011년 12월 19일 쌍백우체국에서 명칭 변경   |
| 합천쌍책우체국   |      | 경상남도 합천군 쌍책면 성산큰길 52     | 별정우체국 2011년 12월 19일 쌍책우체국에서 명칭 변경   |
| 합천용주우체국   |      | 경상남도 합천군 용주면 황계폭포로 1160 | 별정우체국 2011년 12월 19일 용주우체국에서 명칭 변경   |
| 합천율곡우체국   |      | 경상남도 합천군 율곡면 동부로 586      | 별정우체국 2011년 12월 19일 율곡우체국에서 명칭 변경   |
| 합천적중우체국   |      | 경상남도 합천군 적중면 적중로 90       | 별정우체국 2001년 10월 1일 상부우체국에서 명칭 변경    |
| 합천청덕우체국   |      | 경상남도 합천군 청덕면 동부로 1748     | 별정우체국 2011년 12월 19일 청덕우체국에서 명칭 변경   |
| 합천해인사우체국 |      | 경상남도 합천군 가야면 가야산로 1816   | 별정우체국 2011년 12월 19일 해인사우체국에서 명칭 변경 |